# Мікашувка
Мікашувка (пол. Mikaszówka) — село в Польщі, у гміні Пласька Августівського повіту Підляського воєводства.
Населення — 101 особа (2011).
У 1975—1998 роках село належало до Сувальського воєводства.

## Демографія
Демографічна структура станом на 31 березня 2011 року:
|          | Загалом | Допрацездатний вік | Працездатний вік | Постпрацездатний вік |
| -------- | ------- | ------------------ | ---------------- | -------------------- |
| Чоловіки | 53      | 7                  | 37               | 9                    |
| Жінки    | 48      | 10                 | 19               | 19                   |
| Разом    | 101     | 17                 | 56               | 28                   |